# Аустралија на Светском првенству у атлетици у дворани 2022.
Аустралија је учествовала на 18. Светском првенству у атлетици у дворани 2022. одржаном у Београду од 18. до 20. марта, седамнаести пут. Репрезентацију Аустралије представљало је 15 такмичара (9 мушкарца и 6 жена), који су се такмичили у 12 дисциплина (7 мушких и 5 женских).,
На овом првенству Аустралија је по броју освојених медаља делила 22. место са 2 медаље (1 сребрна и 1 бронзана).
У табели успешности према броју и пласману такмичара који су учествовали у финалним такмичењима (првих 8 такмичара) Аустралија је са 8 учесника у финалу заузела 7. место са 33 бода.
| Плас. | Земља      | 1. место | 2. место | 3. место | 4. место | 5. место | 6. место | 7. место | 8. место | Бр. финал. | Бод. |
| ----- | ---------- | -------- | -------- | -------- | -------- | -------- | -------- | -------- | -------- | ---------- | ---- |
| 7.    | Аустралија | 0        | 1        | 1        | 0        | 3        | 2        | 1        | 0        | 8          | 33   |

## Учесници
| Мушкарци: - Том Вилемс — 400 м - Чарли Хантер — 800 м - Oliver Hoare — 1.500 м - Џек Анстеј — 1.500 м - Метју Ремзден — 3.000 м - Крис Даглас — 60 м препоне - Николас Ендруз — 60 м препоне - Кертис Маршал — Скок мотком - Ешли Молони — Седмобој | Жене: - Катриона Бисет — 800 м - Линден Хал — 1.500 м - Џесика Хал — 3.000 м - Лорен Рајан — 3.000 м - Лиз Клеј — 60 м препоне - Еленор Патерсон — Скок увис |  |

## Освајачи медаља (2)

### Сребро (1)
- Еленор Патерсон — Скок увис

### Бронза (1)
- Ешли Молони — Седмобој

## Резултати

### Мушкарци
| Атлетичар      | Дисциплина   | Лични рекорд | Квалификације   | Квалификације | Полуфинале            | Полуфинале            | Финале                | Финале       | Детаљи |
| Атлетичар      | Дисциплина   | Лични рекорд | Резултат        | Место         | Резултат              | Место                 | Резултат              | Место        | Детаљи |
| -------------- | ------------ | ------------ | --------------- | ------------- | --------------------- | --------------------- | --------------------- | ------------ | ------ |
| Том Вилемс     | 400 м        | 46,43        | 46,77           | 4. у гр. 3    | Нису се квалификовали | Нису се квалификовали | Нису се квалификовали | 13 / 24 (25) |        |
| Чарли Хантер   | 800 м        | 1:44,35      | 1:49,07         | 6. у гр. 4    | Нису се квалификовали | Нису се квалификовали | Нису се квалификовали | 13 / 23 (24) |        |
| Oliver Hoare   | 1.500 м      | 3:32,35      | 3:38,43 КВ      | 2. у гр. 4    |                       |                       | 3:34,36 ЛРС           | 5 / 30       |        |
| Џек Анстеј     | 1.500 м      | 3:38,65      | 3:46,68         | 6. у гр. 3    | Није се квалификовао  | 23 / 30               |                       |              |        |
| Метју Ремзден  | 3.000 м      | 7:35,65 о    | 7:52,04 КВ, ЛРС | 3. у гр. 2    | 7:49,82 ЛРС           | 12 / 33 (34)          |                       |              |        |
| Крис Даглас    | 60 м препоне | 7,61 НР      | 7,66(.656) КВ   | 3. у гр. 3    | 7,56 КВ, ОР, НР, ЛР   | 2. у гр. 3            | 7,60                  | 5 / 44 (46)  |        |
| Николас Ендруз | 60 м препоне | 7,71         | 7,75(.750)      | 5. у гр. 4    | Није се квалификовао  | Није се квалификовао  | Није се квалификовао  | 29 / 44 (46) |        |
| Кертис Маршал  | Скок мотком  | 5,87         |                 |               |                       |                       | 5,75                  | 7 / 13       |        |

#### Седмобој
| Дисциплина   | Ешли Молони | Ешли Молони | Ешли Молони | Ешли Молони | Ешли Молони      | Ешли Молони |
| Дисциплина   | Лич. рек.   | Резултат    | Бод.        | Плас.       | Укупно           | Плас.       |
| ------------ | ----------- | ----------- | ----------- | ----------- | ---------------- | ----------- |
| 60 м         |             | 6,70 ЛР     | 992         | 2.          | 992              | 2.          |
| Скок удаљ    | 7,72        | 7,82 ЛР     | 1.015       | 4.          | 2.007            | 3.          |
| Бацање кугле | 14,60       | 13,89 ЛРС   | 722         | 9.          | 2.729            | 3.          |
| Скок увис    | 2,11        | 2,02        | 822         | 7.          | 3.551            | 3.          |
| 60 м препоне |             | 7,88 ЛР     | 1.012       | 3.          | 4.563            | 3.          |
| Скок мотком  | 5,05        | 5,10 ЛР     | 941         | 5.          | 5.504            | 3.          |
| 1.000 м      |             | 2:43,01 ЛР  | 840         | 3.          | 6.344            | 3.          |
| Седмобој     |             |             |             |             | 6.344 ОР, НР, ЛР |             |

### Жене
| Атлетичарка     | Дисциплина   | Лични рекорд | Квалификације   | Квалификације | Полуфинале  | Полуфинале | Финале                | Финале       | Детаљи |
| Атлетичарка     | Дисциплина   | Лични рекорд | Резултат        | Место         | Резултат    | Место      | Резултат              | Место        | Детаљи |
| --------------- | ------------ | ------------ | --------------- | ------------- | ----------- | ---------- | --------------------- | ------------ | ------ |
| Катриона Бисет  | 800 м        | 1:58,09      | 2:01,24 КВ      | 2. у гр. 3    |             |            | 2:01,24               | 5 / 17 (18)  |        |
| Линден Хал      | 1.500 м      | 3:59,01      | 4:06,69 кв, ЛРС | 4. у гр. 1    | 4:06,34 ЛРС | 6 / 19     |                       |              |        |
| Џесика Хал      | 3.000 м      | 8:36,03 о    |                 |               |             |            | 8:44,97               | 6 / 20       |        |
| Лорен Рајан     | 3.000 м      | 8:47,88      | 9:13,93         | 19 / 20       |             |            |                       |              |        |
| Лиз Клеј        | 60 м препоне |              | 7,99 КВ, ЛР     | 3. у гр. 3    | 8,01(.007)  | 3. у гр. 2 | Није се квалификовала | 10 / 36 (37) |        |
| Еленор Патерсон | Скок увис    | 1,99 НР      |                 |               |             |            | 2,00 ОР, НР, ЛР       |              |        |